# Саито Хаџиме
Саито Хаџиме (транслит. ; Едо, 18. фебруар 1844 – 28. септембар 1915) био је јапански самурај касног Едо периода најпознатији као капетан треће дивизије Шинсенгумија. Један је од ретких чланова ове јединице који су преживели ратове бакумацу периода.

## Младост
Саито је рођен у Еду у провинцији Мусаши (сада део Токија) под именом Јамаучи Хаџиме (山口 一), од оца Јамаучи Јусукеа (山口 祐助) који је био „ашикару“ (самурај пешадинац) области Акаши достигавши ранг „гокенина“ (нижег вазала под шогуном). Имао је старијег брата Хироакија и старију сестру Кацу. Захваљујући забелешкама које су остали иза његове породице зна се да је 1862. године Саито напустио Едо након што је у несрећи убио самураја са титулом хатамота (директни вазал шогуна). Након тог догађаја одлази за Кјото и учи мачевање у доџоу човека по имену Јошида који је био познаник Саитовог оца. Саито је био мачевалац необичног стила. Његови преци су обично практиковали стил Итто-рју али се за његов сматра Мугаи-рју који је настао под утицајима Јамагучи итто-рјуа. Верује се да је био познавалац и Цуда ичи-ден-рјуа као и Секигучи-рјуа што га је чинило практикантом једне мешане и необичне технике.

## Период у Шинсенгумију
Био је приближних година као и млађи чланови јединице Окита Соџи и Тодо Хеисуке у групи Кондо Исамија делећи осим година и надареност у мачевању. Као део Шинсенгумија остало је забележено да је Саито био повучен и тајанствен човек који „није тип који воли необавезно ћаскање“. Што се тиче спољашњег изгледа Саито је са својих 1.80 cm висине био неуобичајно висок за Јапанца, често је ходао уздигнуто дајући утисак достојанственог човека поготово у каснијим годинама. Обраћао је велику пажњу да му оби (појас којим се везује кимоно) увек буде уредно везан и да у току хода не вуче ноге по земљи. Чак и када се одмарао увек је седео у формалној позицији (сеиза) и увек се понашао обазриво и спремно да у сваком тренутку реагује услед изненадних ситуација.
Али када је то желео могао је да буде веома застрашујућ. Заједно са обавезама као трећи капетан Шинсенгумија био је одговоран и за проналажење евентуалних шпијуна у јединици што је Шинсенгумије стављало у приправност, константно пазећи шта изговарају у његовом присуству.
Његова почетна позиција у Шинсенгумију био је „фукучо џокин“ (副長助勤) што се преводи као помоћник вице-командира а међу својим дужностима био је и кенџуцу инструктор. Због тога што је имао одређене везе са Аизу кланом постоји веровање да је био шпијун за шогунат али његови потомци то оспоравају. Његова улога унутрашњег шпијуна за Шинсенгуми је такође сумњива. Уобичајан пример који се узима за ту дебату била је кад је 1867. године добио задатак да се придружи герилској групи Ито Кашитароа да би их шпијунирао. Међутим и ово је оспорено од стране Абе Џура-а који сматра да он уопште није био шпијун. Могуће да је само надгледао обавештајну активност непријатеља док се ова контроверза везује за чињеницу да је захваљујући њему неколико корумпираних чланова Шинсенгумија погубљено, али улоге у смрти Такеда Канрјусаи и Тани Санџуро остају само део гласина.
Кад су се чинови и задужења делили 1864. године, добио је титулу капетана четврте дивизије Шинсенгумија али је већ у априлу 1865. додељен трећој. Сматрало се да је Саито на истом нивоу мачевалачке вештине као капетан прве јединице Окита Соџи и капетан друге Нагакура Шинпачи. Као део гласина сматрало се да се Окита бојао његове вештине. Заједно са остатком Шинсенгумија 1867. године добија привилегију да постане хатамото. Након избијања Бошин рата (1868–1869), Саито са остатком своје јединице учествује на борбама у Тоба-Фушими и Кошу-Кацунумаи пре него што се са преживелим Шинсенгумијима не повуче до области Аизу.
Када је Хиџиката Тошизо онеспособљен од даљег ратовања због рана које је задобио током Битке за замак Уцуномија, Саито постаје главни командант Шинсенгумија током борби које су се водиле у округу Аизу. Јединицу је повео 26. маја 1868. године када мења име у Јамагучи Џиро (山口 次郎) које ће користити све до 1867. године. Након битке код Бонари прелаза, када је Хиџиката одлучио да се повуче у округ Аизу и оде за Езо, Саито остаје и бори се све до краја битке за Аизу.
Шинсенгумији у борби бивају озбиљно десетковани па Саито са само неколико преосталих људи наставља да се бори против царске војске и у близини храна Нјораи-до где су били знатно надјачани. Баш током ове битке се дуго веровало да је Саито погинуо током акције али он ипак некако успева да се врати до снага Аизу округа и придружи се јединици „Сузакутаи“. Након што је замак Аизу-Вакамацу пао, Саито се постаје део људи који одлазе у област Такада у провинцији Ечиго. У листи људи који су проверавани у Такади, Саито је забележен под лажним именом „Ичиносе Денпачи“.

## Након Меиџи обнове
Саито који у овом периоду узима име Фуџита Горо (藤田 五郎) путује за Тонами, нови округ Мацудаира клана где је живео са Курасавом Хеиџиемом који је био његов стари пријатељ из Кјота. Курасава је био умешан у миграцију Аизу самураја у подручје Тонами која је сада постала део Аомори префектуре. У Тонамију Саито среће Синоду Јасо, ћерку једног од Аизу самураја коју упознаје преко Курасаве. Јасо постаје Саитова жена 25. августа 1871. године а пар се настањује у Курасавиној кући, али се 10. фебрара 1873. селе у домаћинство Уеда. Када је 10. јуна 1874, напустио Тонами за Токио, Јасо се враћа да живи са Кураасвом. Детаљи овог односа и траг шта се након тога дешавало није забележен на папиру. У то време Саито (Фуџита Горо) почиње да ради као полицајац у Токију.
Године 1874, остало је написано да је Саито оженио Такаги Токио. Токио је била кћер Такаги Коџуро, човека пореклом из области Аизу. Њено право име било је Сада и била је дворска дама за Мацудаира Теруа. Овај брак се верује да је организован од стране бившег Аизу кароа Јамакаве Хирошија, Сагаве Камбеија али и бившег даимјоа Мацудаире Катаморија. Саито и Токио су имали троје деце. Њихова имена су: Цутому (1876–1956); Цујоши (1879–1946); и Тацуо (1886–1945). Цутому и његова жена Нишимо Мидори имали су седморо деце а преко те деце и даље живи Саигова лоза. Саиговог трећег сина су усвојили породица Нумазава (још једна породица Аизу кароа) чији су наследници скоро сви изгинули током Бошин рата.
Током „Побуне Сацума“ учествовао је на страни полицијских јединицама нове меиџи владе која је послата да помогне јапанској царској војсци.
Током свог живота Саито је са неколицином поделио кроз причу своје виђење живота у Шинсенгумију, попут Аизу људи као што су Јамакава Кенџиро и Такамине Хидео, чије је куће редовно посећивао. Уз саке често је са овом двојицом пријатеља говорио приче о прошлости, али све што је остало иза њега била су усмена предања. Саито ништа није записивао о том периоду као што је то радио Нагакура Шинпачи. Током свог живота у Меиџи периоду Саито је био једини који је добио дозволу од владе да носи у јавности катану без обзира на забрану која је уследила падом Токугава шогуната. Саито је помогао Нагакури и Мацумото Џуну да поставе меморијални споменик у част Кондо Исамија и Хиџикате Тошизоа.
Саито је у каснијим годинама радио за универзитет Очаномизу, једној Токијској школи и у музеју (посао који је добио захвајујући пријатељству са Такамине Хидеом).
Због лоше навике опијања алкохолим пићем, развио је стомачни чир од чијих компликација је и умро 1915. са својих 72 године старости, седећи у „сеиза“ пози у дневној соби.

## У популарној култури
- Саито је постао познат на западу као једна од личности које се стално помињу и анимеима и мангама које говоре о касном Едо периоду. Ове приче су већином само део фикције које се можда само детаљима ослањају на праве историјске чињенице. Популарни серијал "Rurouni Kenshin" приказује га као ривала, непријатеља а после и савезника главог јунака Химуре Кеншина.
- У играном филму који је снимљен по овом серијалу, Саита игра глумац Јосуке Егучи.
- У серијалу "Peacemaker Kurogane" појављује се као капетан треће дивизије мистичног и успаваног израза лица.
- Појављује се и у "Kaze Hikaru" серијалу где је приказан као тих и миран лик који је пријатељ са братом главног протагонисте.
- Део је и ликова у манги "Burai", фиктивној причи о Шинсенгумијима током Токугава шогуната.
- У духовитом манга/аниме серијалу Гинтама лик Саито Шимаруа је базиран по њему.
- Појављује се и у игрици и анимеу „Хакуоки“ где је приказана јединица Шинсенгуми заражена једном врстом вампиризма.
- У документарцу државне телевизије Јапана (NHK) „Рекиши Хива Хисториа“ игра га глумац Шуго Ошинари.
- У годишњим таига драмама које државна телевизија Јапана (NHK) сваке године већ традиционално снима о својим познатим историјским личностима Саиго се појављује у серији „Шинсенгуми!“ из 2004. (игра га Одагири Џо) и у „Јае но Сакура“ из 2013. (Кенџи Фуруја).